# كاميرون سايمان
كاميرون سايمان (بالإنجليزية: Cameron Saaiman؛ مواليد 20 ديسمبر 2000) هو مُقاتل فنون قتالية مختلطة أمريكي، يُنافس في وزن الديك في يو إف سي.

## وصلات خارجية
- كاميرون سايمان على موقع يو إف سي (الإنجليزية)
- كاميرون سايمان على موقع شيردوغ (الإنجليزية)
- كاميرون سايمان على موقع Tapology.com (الإنجليزية)